# Welterbe in Kirgisistan

Zum Welterbe in Kirgisistan gehören (Stand 2016) drei UNESCO-Welterbestätten, darunter zwei Stätten des Weltkulturerbes und eine Stätten des Weltnaturerbes. Kirgisistan ist der Welterbekonvention 1995 beigetreten, die erste Welterbestätte wurde 2009 in die Welterbeliste aufgenommen. Die bislang letzte Welterbestätte wurde 2016 eingetragen.

## Welterbestätten
Die folgende Tabelle listet die UNESCO-Welterbestätten in Kirgisistan in chronologischer Reihenfolge nach dem Jahr ihrer Aufnahme in die Welterbeliste (K – Kulturerbe, N – Naturerbe, K/N – gemischt, (G) – auf der Liste des gefährdeten Welterbes).
| Bild                                                               | Bezeichnung                                                        | Jahr | Typ | Ref. | Beschreibung |
| ------------------------------------------------------------------ | ------------------------------------------------------------------ | ---- | --- | ---- | --- |
| Heiliger Berg Sulamain-Too                                         | Heiliger Berg Sulamain-Too (Lage)                                  | 2009 | K   | 1230 | heiliger Berg der Kirgisen mit einem über mehrere Jahrtausende gewachsenen System von Kultstätten. Erfüllte Kriterien für Weltkulturerbe: iii., iv. |
| Seidenstraßen: das Straßennetzwerk des Chang'an-Tianshan-Korridors | Seidenstraßen: das Straßennetzwerk des Chang'an-Tianshan-Korridors | 2014 | K   | 1442 | Stätten an dem Zweig der Seidenstraße, der von der antiken chinesischen Stadt Chang’an aus durch das Tianshan-Gebirge führte. Die transnationale Welterbestätte umfasst in Kirgisistan die drei Stätten Ak-Beschim, Burana und Krasnaya Rechka. 30 weitere Stätten befinden sich in China und Kasachstan. Erfüllte Kriterien für Weltkulturerbe: ii., iii., v., vi. |
| Westliches Tian-Shan-Gebirge                                       | Westliches Tian-Shan-Gebirge                                       | 2016 | N   | 1490 | Das westliche Tian-Shan-Gebirge zeigt eine außergewöhnliche Vielfalt und Schönheit eines Mosaiks von Landschaften mit einer außergewöhnlichen Vielfalt an Fauna und Flora. Die grenzüberschreitende Welterbestätte enthält in Kirgisistan vier Schutzgebiete: Das Biosphärenreservat Sary-Tschelek, das Naturreservat Padysha-Ata und zwei Gebiete im Naturreservat Besh-Aral. Weitere Schutzgebiete befinden sich in Kasachstan und Usbekistan. Erfülltes Kriterium für Weltnaturerbe: x. |

## Tentativliste
In der Tentativliste sind die Stätten eingetragen, die für eine Nominierung zur Aufnahme in die Welterbeliste vorgesehen sind.

### Aktuelle Welterbekandidaten
Mit Stand 2025 sind 3 Stätten in der Tentativliste von Kasachstan eingetragen, die letzte Eintragung erfolgte im Januar 2025. Die folgende Tabelle listet die Stätten in chronologischer Reihenfolge nach dem Jahr ihrer Aufnahme in die Tentativliste.
| Bild                    | Bezeichnung                              | Jahr | Typ | Ref. | Beschreibung |
| ----------------------- | ---------------------------------------- | ---- | --- | ---- | --- |
| Steine mit Petroglyphen | Saimaluu-Tash-Petroglyphen               | 2001 | K   | 1512 | |
| Tasch Rabat             | Stätten der Seidenstraßen in Kirgisistan | 2010 | K   | 5518 | umfasst 12 Stätten in sechs Gruppen. Drei der Stätten standen von 2001 bis 2010 als Einzelvorschlag auf der Tentativliste und wurde dann in diesen Sammelvorschlag aufgenommen. Einige der vorgeschlagenen Stätten wurden 2014 als Teil von Routen der Seidenstraße zwischen Chang’an und dem Tianshan-Korridor in das Welterbe aufgenommen, weitere verbleiben auf der Tentativliste. |
|                         | Seidenstraße: Fergana-Syrdarya-Korridor  | 2025 | K   | 6793 | umfasst 6 Stätten. Stätte ist für 2026 nominiert. |

### Ehemalige Welterbekandidaten
Diese Stätten standen früher auf der Tentativliste, wurden jedoch wieder zurückgezogen oder von der UNESCO abgelehnt. Stätten, die in anderen Einträgen auf der Tentativliste enthalten oder Bestandteile von Welterbestätten sind, werden hier nicht berücksichtigt.
| Bild                                  | Bezeichnung                                  | Jahr      | Typ | Ref. | Beschreibung                                                                                         |
| ------------------------------------- | -------------------------------------------- | --------- | --- | ---- | --- |
| Kultur- und Naturlandschaft Yssyk-Köl | Kultur- und Naturlandschaft Yssyk-Köl (Lage) | 2001–2010 | K   | 1517 | Der See Yssyk-Köl und seine Umgebung ist seit 2001 ein von der UNESCO anerkanntes Biosphärenreservat |